# Батрахоспермум
Батрахоспермум, или лягушечник (лат. Batrachospermum), — род пресноводных красных водорослей (Rhodophyta). Насчитывают более 70 видов. Нитчатые слоевища гаметофита достигают 40 см в длину. Довольно широко распространён в ручьях, канавах и т. п.

## Этимология
Латинское название рода происходит от др.-греч. βάτραχος — «жаба» и σπέρμα — «семя». Связано с внешним видом растений — небольшие разветвлённые кустики, окутанные бесцветной слизью, придающей им отдалённое сходство с икрой лягушек.

## Жизненный цикл
Половые органы (карпогоны и сперматангии) формируются на боковых ветвях ограниченного роста. Карпогон с трихогиной; после оплодотворения из брюшка карпогона вырастают ветвящиеся нити — гонимобласты, в клетках которых образуются карпоспоры. Совокупность карпоспорангиев напоминают по форме плоды малины и часто неверно трактуются как цистокарпии, однако в отличие от настоящего цистокарпия лишены оболочки.
Из карпоспор развивается диплоидная микроскопическая стадия, на которой обычно формируются моноспорангии. С помощью моноспор она может сама себя воспроизводить. Для ряда представителей показано, что мейоз происходит в апикальной клетке или той структуре, что морфологически уже является гаметофитной стадией. В этих случаях говорят о соматическом мейозе, не связанном с образованием спор или гамет.